# Académie de la Grande Chaumière

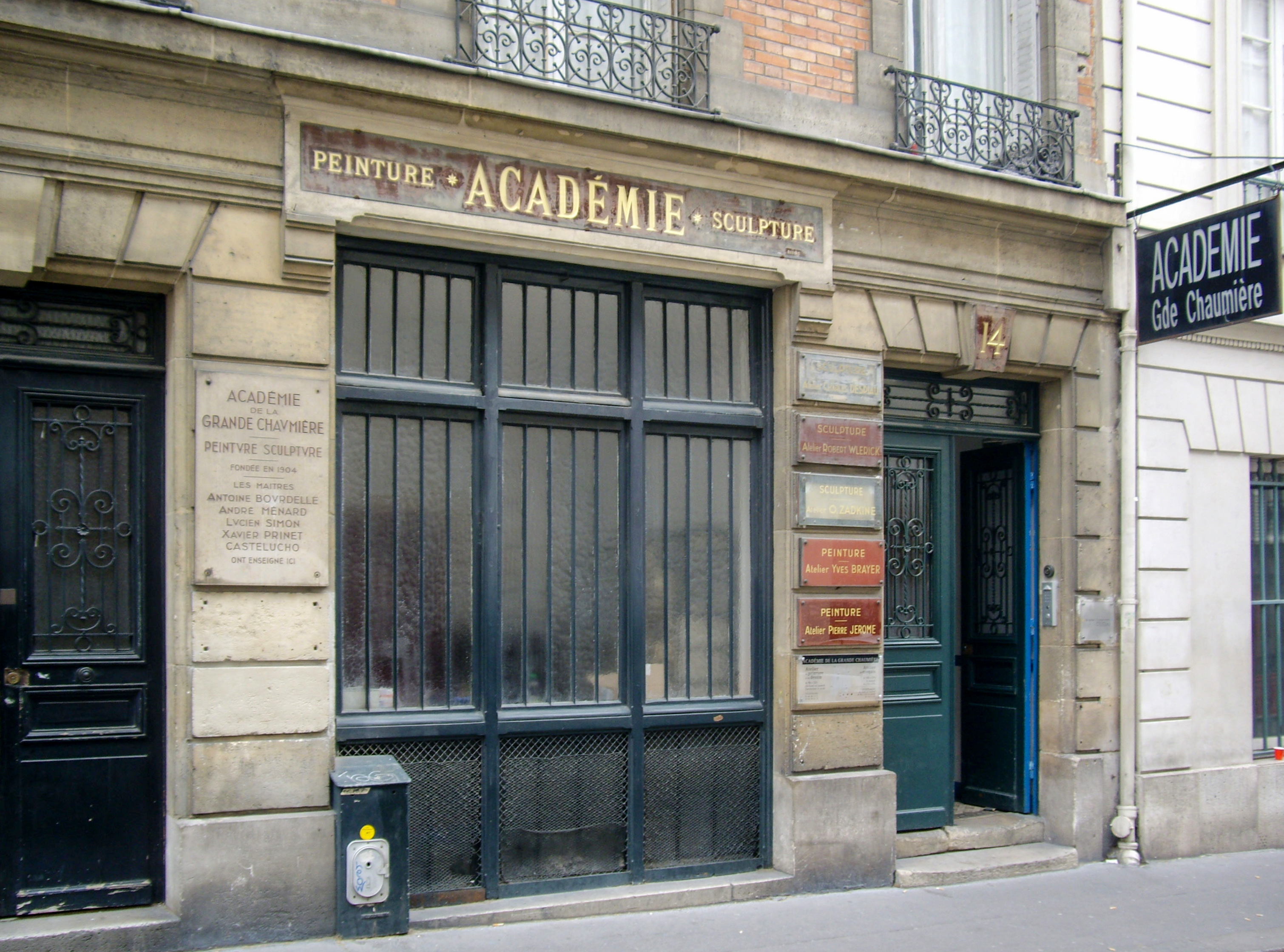
Académie de la Grande Chaumière

A Académie de la Grande Chaumière, desde 1957 chamada Académie Charpentier, é uma escola de arte, situada no número 14 da rue de la Grande Chaumière, em Montparnasse, Paris. Foi fundada en 1902 pela suíça Martha Stettler (1870-1946) e teve grande reputação no início do século XX.
A academia oferecia cursos completos, mas também um serviço único de "croquis à cinq minutes" que proporcionava, pelo pagamento de uma entrada por sessão, a possibilidade de fazer Desenho de modelo vivo. 
Podem citar-se entre os inúmeros artistas que frequentaram esta academia: Modigliani, Chaim Soutine, Isaac Frenkel, René Iché e Giacometti; ou os portugueses Diogo de Macedo, Joaquim Lopes, Maria Helena Vieira da Silva, Carlos Botelho, Mário Cesariny, Maluda, Mily Possoz, entre outros. Entre os alunos brasileiros cabe lembrar os excelentes Gastão Worms, Raul Deveza, Antônio Bandeira, Yoshiya Takaoka, Jorge Mori, Vicente do Rego Monteiro, Expedito Camargo Freire, Wesley Duke Lee, Eduardo Sued, Helena Pereira da Silva Ohashi e o escultor Bruno Giorgi.